# 원 나이트 스탠드 (1997년 영화)
《원 나잇 스탠드》(영어: One Night Stand)는 미국에서 제작된 1997년 드라마 영화이다. 마이크 피기스가 각본, 연출, 제작, 음악을 맡았고, 웨슬리 스나이프스 등이 출연하였다.

## 출연
- 웨슬리 스나이프스
- 나스타샤 킨스키
- 카일 매클라클런
- 밍나 원
- 로버트 다우니 주니어
- 글렌 플러머
- 어맨다 도너호
- 토머스 헤이든 처치
- 줄리언 샌즈
- 잰더 버클리

## 기타 제작진
- 배역: 낸시 포이
- 미술: 발데마르 칼리노프스키
- 의상: 로라 골드스미스, 이니드 해리스

## 우리말 녹음
MBC 성우진 (2000년 4월 2일)
- 권혁수 - 맥스 (웨슬리 스나이프스)
- 송도영 - 캐런 (나스타샤 킨스키)
- 황일청 - 버넌 (카일 매클라클런)
- 박영희 - 미미 (밍나 원)
- 안지환 - 찰리 (로버트 다우니 주니어)
- 이윤연
- 이종혁
- 안장혁
- 박조호
- 김영선
- 엄현정
- 정남
- 김용준
- 박선영
- 송준석
- 이상범
- 한수림
- 김서영
- 배정민
- 이자옥
- 채의진
- 최한